# نيتشه ضد فاغنر
نيتشه ضد فاغنر مقال نقدي لفريدريك نيتشه، يتألف من مقاطع معاد تدويرها من أعماله السابقة. وقد كتب في عامه الأخير من الوضوح (1888-1889)، ونشره في عام 1889.

## نبذة
الكتاب هو نقد لريتشارد فاغنر وإعلان انفصال نيتشه عن الفنان الألماني، الذي تورط نفسه كثيرًا، في نظر نيتشه، في حركة فلكيش ومعاداة السامية. لم تعد موسيقاه تمثل «تأثير فلسفي» محتمل، ومن المفارقات مقارنة فاغنر بجورج بيزيه. ومع ذلك، فإن نيتشه يقدم فاغنر على أنه مجرد عرض محدد لـ «مرض» أوسع يؤثر على أوروبا: أي العدمية. يُظهر الكتاب نيتشه باعتباره ناقدًا موسيقيًا قديرًا، ويوفر بيئة لبعض تأملاته الإضافية حول طبيعة الفن وعلاقته بصحة البشرية في المستقبل.

## التناقض
يتناقض هذا العمل بشكل حاد مع الجزء الثاني من كتاب نيتشه «ولادة المأساة»، حيث أشاد بفاغنر على أنه يلبي حاجة في الموسيقى لتتجاوز الفهم التحليلي والعاطفي للموسيقى. أشاد نيتشه أيضًا بفاغنر بشكل كبير في مقالته «فاغنر في بايرويت» (جزء من تأملات متأخرة)، لكن خيبة أمله من فاغنر الملحن والرجل شوهدت لأول مرة في عمله عام 1878 «إنسان، كل البشر أيضًا». عاد أحد آخر الأعمال التي كتبها نيتشه إلى الموضوع النقدي لحالة فاغنر. في نيتشه كونترا واغنر، جمع نيتشه مقتطفات من أعماله ليبين أنه كان لديه نفس الأفكار حول الموسيقى، فقط لأنه أساء تطبيقها على فاغنر في الأعمال الأولى.